# Farvetemperatur
Farvetemperatur er et begreb, hvormed man tildeler en given farve en temperatur i kelvin-skalaen (K). Temperaturen, der tildeles en given farve, er den temperatur et sort legeme skal opvarmes til for at afgive lys med denne farve.

## Måleenheder
Farvetemperaturskalaen målt i kelvin fremtræder logaritmisk i den forstand at den samme absolutte ændring ved en lav farvetemperatur har en større visuel effekt end den samme absolutte ændring ved en højere farvetemperatur. Der er altså større visuel forskel mellem farver på 1000 K og 1200 K end der er mellem farver på 6000 K og 6200 K.
Ved visse praktiske anvendelser (f.eks. inden for fototeknik) bruger man den afledte enhed mired (også betegnet mikroreciprokgrader). Sammenhængen mellem kelvin og mired er som følger:
{\displaystyle M={\frac {1000000}{K}}}
- hvor M og K er farvetemperaturen målt i henholdsvis mired og kelvin. Ved at måle i mired undgår man kelvinskalaens logaritmiske karakter,[kilde mangler] men den største fordel er at man får nogle simplere regneregler ved arbejde med fotografiske filtre ved korrektion af hvidbalance.

## Fysisk baggrund
Et sort legeme vil udsende elektromagnetisk stråling med et spektrum som er givet ved Plancks lov som i simplificeret form kan skrives som:
{\displaystyle I(\lambda ,T)={\frac {a}{\lambda ^{5}\left(e^{\frac {b}{\lambda T}}-1\right)}}}.
- hvor
- I er spektralfordelingen (effekt per arealenhed).
- λ er bølgelængden
- T er temperaturen
- a og b er konstanter {\displaystyle (a=2hc^{2}} og {\displaystyle b={\frac {hc}{k}}}) hvor k er Boltzmanns konstant, c er lyshastigheden og h er Plancks konstant. [3]

Efter temperaturen vil denne stråling variere over et stort spektrum men jo højere temperaturen er, des kortere bliver middelbølgelængen og jo kraftigere er den samlede udstrålede effekt. Når temperaturen når omkring 800 K vil den menneskelige synssans begynde at opfatte strålingen som synligt lys. Først som rødt, og ved stigende temperatur går den opfattede farve over hvid til blå og videre ud i ultraviolet lys.

## Virkelige lyskilder
En given farvetemperatur har altså en teoretisk sammenhæng med en tilsvarende spektralfordeling af lys. Alle disse spektre afbildes som "bløde kurver" uden huller eller skarpe spidser. Det lys man har fra glødelamper er næsten som fra et ideelt sort legeme, men der findes mange lyskilder hvor det udsendte spektrum er ganske anderledes. Det gælder f.eks. lyset fra lysstofrør eller lysdioder hvor spektrene har markante spidser ved bestemte bølgelængder. Den menneskelige synssans opfatter dog ikke hele spektret, men derimod − stærkt forenkelt sagt − kun tre separate grundfarver, og derfor kan lys med meget forskellige spektre godt opfattes stort set ens af mennesker.
På den baggrund tildeler man en korreleret farvetemperatur (CCT) til en given lyskilde ud fra synsindtrykket, selvom den egentlig kan have et helt anderledes spektrum end et opvarmet sort legeme. Det er bekvemt at have en specificeret farvetemperatur, men det betyder at den i de tilfælde ikke er en dækkende beskrivelse af lysets karakter. Et typisk eksempel på det er lyset fra lysstoffør som man kan få med forskellige farvetemperaturer, men det er en tilnærmelse og det udsendte lys er ofte mere grønligt end det ville være fra en mere ideel lyskilde − specielt hvis der tale om et gammelt lysstofrør. Endelig findes der lyskilder som f.eks. visse typer natriumlamper som har så specielle spektre at det ikke giver mening at tale om farvetemperatur
Et relateret begreb er det såkaldte Ra-indeks (som på dansk også til tider betegnes med den engelske forkortelse CRI, colour rendering index). Det er en værdi mellem 0 og 100 som fremkommer ved måling, og som udtrykker hvor nemt det er at genkende farver i et givent lys: 100 betegner lys med den teoretisk bedste farvegengivelse og svarer til ideel sortlegemestråling (eller i praksis sollys), og 0 er den dårligste farvegengivelse som svarer til rent monokromt lys. I praksis har glødelamper et Ra-indeks på 95-100, almindelige lysstofrør ligger på 60-80 mens natriumlamper ligger på 0.

### Eksempler
Her er nogle eksempler på farvetemperaturer af forskellige lyskilder:
- 1200 K : et stearinlys
- 1800 K : sollys ved solopgang
- 2800 K : en almindelig glødepære (ikke sparepære)
- 5000 K : gennemsnitligt sollys
- 6000 K : kraftigt sollys
- 7000 K : lettere overskyet himmel
- 8000 K : overskyet himmel
- 10000 K : kraftigt overskyet himmel
- 11000 K : blå himmel set i skyggen

Af disse eksempler kan det ses, at begrebet farvetemperatur ikke svarer til den almindelige opfattelse af, hvor "varm" eller "kold" en farve er. Røde og gule farver opfattes nemlig typisk som "varme" farver, mens blålige nuancer opfattes som "kolde" farver.

## Anvendelser
Farvetemperatur bruges i forskellige felter, for eksempel angivelse af en lyskildes kvalitet eller bestemmelse af hvidbalance, både inden for digital fotografi, videooptagelse og konventionel fotografi.

### Lyskilders praktiske brug
Lyskilder har forskellige kvaliteter, der gør lyskilderne brugbare i bestemte sammenhænge. Dette har dels stilmæssig betydning, da bestemte farver skaber bestemte følelser og associationer hos mennesker, og dels praktisk betydning, som bunder i virkemåden af den menneskelige synssans.
Eksempelvis er en lyskilde med en farvetemperatur i området omkring 5000 K (almindeligt dagslys) specielt brugbar i situationer hvor farver skal gengives så "ægte" som muligt (for eksempel på trykkerier, i gallerier og atelierer), mens en lyskilde med en farvetemperatur omkring 1200-1500 K er bedst til situationer hvor der skal skabes en intim eller romantisk stemning som for eksempel på en restaurant.

### Hvidbalance
Da forskellige lyskilder afgiver lys i forskellige dele af lysspektret, vil det samme objekt opleves som havende forskellig farve afhængig af den aktuelle lyskilde. Et stykke papir, der ser hvidt ud ved dagslys, vil eksempelvis opfattes som mere gulligt i stearinlysets skær, mens det kan se blåligt ud i et lokale, der er oplyst af lysstofrør. Den menneskelige hjerne korrigerer dog synsindtrykket i forhold til omgivelsesbelysningen, så et hvidt stykke papir altid vil opleves som hvidt, selvom lysets bølgelængde objektivt set svarer til en helt anden farve.
Inden for traditionelt farvefotografi betyder dette, at man skal bruge film og filtre, der svarer til lyskilden. En dagslys-film gengiver farver mest korrekt ved lyskilder omkring 5500 K, mens en wolfram-film gengiver farverne mest korrekt ved en lyskilde omkring 3000 K. Hvis man har en dagslys-film i kameraet og tager billeder i overskyet vejr er det ikke nødvendigt med et farvefilter for at få korrekte farver, men tager man med samme film billeder i et lokale oplyst af elpærer, skal man bruge filter for at få korrekte farver.
Inden for digitalfotografi er det teoretisk set ikke nødvendigt med farvefiltre, da hvidbalancen kan angives i kameraet. Kameraet vil dermed elektronisk korrigere farverne, når billederne gemmes. Hvis et billede taget på en overskyet dag ønskes gemt i den mest "ægte" farve, skal kameraets hvidbalance derfor indstilles til 8000 K, som er farvetemperaturen for en overskyet himmel. Det er dog ikke alle kameraer, der tillader at man indstiller hvidbalancen direkte i kelvin. Som regel har man følgende muligheder:
- Elbelysning (glødelampe)
- Lysstofrør
- Sollys
- Overskyet
- Skygge
- Flash (blitz)
- Automatisk

Selvom det teoretisk set ikke er nødvendigt med farvefiltre i forbindelse med digitalfotografi, kan det dog stadig være hensigtsmæssigt i nogle situationer. Det skyldes begrænsninger i kameraernes muligheder for at registrere visse dele af farvespektret, samt begrænsninger i hvor præcist de forskellige farver kan gemmes digitalt i billedet.

## Fodnoter
1. 1 2 3  Hedgecoe, John (1980). Farvefotografiets kunst. Lademann. ISBN 87-15-07411-0.
2. ↑  Lund, K. (1956). Fototeknik. Forlaget Skrifola.
3. 1 2  Both, Erik (1986). Termodynamik. Den private Ingeniørfond, Danmarks tekniske Højskole. ISBN 87-7381-031-2.
4. ↑  "EDI Energibesparelser med diodelys" (pdf). nordlux, Risø, RGB lamps og NESA. Arkiveret (PDF) fra originalen 11. november 2012. Hentet 2007-12-28.
5. ↑  "Lystekniske grunnbegreper" (norsk). Hentet 2007-12-28.
6. ↑  Williams, Bill (2000). "Light Sources for Architectural Lighting" (engelsk). Arkiveret fra originalen 2. maj 2008. Hentet 2007-12-28.